# Citrullus
Citrullus Schrad. ex Eckl. & Zeyh. è un genere di piante appartenente alla famiglia delle Cucurbitacee. La specie Citrullus lanatus (l'anguria) è una importante coltura di questo genere.

## Etimologia
Il nome generico Citrullus è un diminutivo moderno (usato anche come aggettivo) del latino citrus, "cedro" e significa "giallo-arancio".

## Tassonomia
Un recente lavoro ha indagato i rapporti tra la specie inizialmente chiamata "Citrullus lanatus" e quella che oggi consideriamo come anguria
I dati molecolari, comprese le sequenze della raccolta originale di Momordica lanata fatta vicino a Cape Town da C. P. Thunberg nel 1773, mostrano che ciò che Thunberg ha raccolto non è ciò che è stato chiamato Citrullus lanatus, l'anguria domestica, dagli anni '30 in poi.
Sebbene questo errore sia comparso nella letteratura solo nel 1930 (Bailey, Gentes Herbarum 2: 180–186), è stato perpetuato in centinaia di articoli sull'anguria. Inoltre, esiste un nome più antico per l'anguria, Citrullus battich Forssk. (Fl. Aegypt.-Arab .: 167. Jun 1775), che per le regole di nomenclatura avrebbe la precedenza su Momordica lanata Thunberg (Prodr. Pl. Cap .: 13. 1794).
Per risolvere questo problema, è stato proposto di conservare il nome Citrullus lanatus per designare l'anguria per preservare l'attuale senso del nome.
Sono riconosciute le seguenti specie:
- Citrullus amarus Schrad. - citron melon
- Citrullus colocynthis (L.) Schrad.
- Citrullus ecirrhosus Cogn.
- Citrullus lanatus (Thunb.) Matsum. & Nakai
- Citrullus mucosospermus (Fursa) Fursa
- Citrullus naudinianus (Sond.) Hook.f.
- Citrullus rehmii De Winter